# Estádio Juscelino Kubitschek (Manhuaçu)
O Estádio Juscelino Kubitschek, mais conhecido como JK é uma estádio de futebol localizado na cidade de Manhuaçu, em Minas Gerais. Atualmente o estadio e uma das sedes da Taça Belo Horizonte de Futebol Júnior, durante este período, o estádio recebe os times juniores de grandes equipes como Vasco da Gama, Bahia, Grêmio de Porto Alegre, Coritiba, Atlético Paranaense, Fluminense, Botafogo RJ, entre outros.
Hoje a equipe do Boston City manda seus jogos neste estádio que tem capacidade para cinco mil pessoas (5.000), sendo elas 4.000 sentadas com arquibancada coberta e descoberta. Atualmente, o Boston City FC está disputando o Campeonato Mineiro da segunda divisão 2018 e campeonato Mineiro sub15 e sub17.
No JK, times como Cruzeiro, Atlético Mineiro e América Mineiro já passaram muito sufoco.
Partida inaugural Atlético Mineiro 1x0 Desportiva Ferroviária em 09 de novembro de 1976, cerca de 10 mil pessoas estiveram presentes na inauguração do Estádio JK.   